# Кидрячево
Кидрячево (баш. Ҡыҙрас) — село в Давлекановском районе Республики Башкортостан Российской Федерации. Административный центр Кидрячевского сельсовета.

## География

### Географическое положение
Расстояние до:
- районного центра (Давлеканово): 50 км,
- ближайшей ж/д станции (Давлеканово): 50 км.

## Население
| 2002 | 2009 | 2010 |
| ---- | ---- | ---- |
| 449  | ↗477 | ↗487 |

### Национальный состав
Согласно переписи 2002 года, преобладающая национальность — башкиры (98 %).

## Религия
В селе есть мечеть.